# Nzinga Nkuwu
Pour les articles homonymes, voir Jean Ier.
 (décembre 2020).
Si vous disposez d'ouvrages ou d'articles de référence ou si vous connaissez des sites web de qualité traitant du thème abordé ici, merci de compléter l'article en donnant les références utiles à sa vérifiabilité et en les liant à la section « Notes et références ».
Nzinga a Nkuvu, manikongo des peuples Kongo, (Né vers 1437  mort en juin 1506) Il est baptisé le 3 mai 1491 sous le nom portugais : João I do Congo, et est le premier roi du royaume du Kongo ayant été converti au catholicisme avant de finalement s'y opposer et de retourner à la spiritualité Kongo.

## Biographie
En 1482, les Portugais sous la conduite de Diogo Cão explorent le fleuve Congo jusqu'aux environs de l'actuelle Matadi et prennent contact avec le royaume du Kongo. L’autorité du roi Nzinga a Nkuwu fils de Nkuwu a Ntinu, semble étendue sur la plupart des peuples du groupe Kongo. Diogo Cão retourne au Kongo en 1485 et 1487 et facilite l’échange d’ambassadeurs entre le Portugal et le Kongo.
En 1490, une importante ambassade portugaise accompagnée de missionnaires catholiques s’établit à Mbanza Kongo, la capitale du Kongo, où elle reçoit un accueil favorable du Manikongo. Celui-ci se convertit au catholicisme et prend le nom de João (Ier), tandis que sa capitale est rebaptisée « São Salvador ».
À la fin du siècle,  Nzinga a Nkuwu et son fils Mpanzu a Nzinga reviennent à la religion Kongo, et se heurtent à la reine-mère baptisée sous le nom de « Léonor » et de son autre fils Nzinga a Mwemba, restés fidèles au catholicisme. Cette opposition entre les deux frères aboutira à la guerre civile dès la disparition de Nzinga a Nkuwu en juin 1506. Nzinga Mwemba monte sur le trône après avoir vaincu et tué son frère Mpanzu a Nzinga et prend comme nom de baptême Alphonse Ier.